# Jordi Bayona
Jorge Bayona i Url fue un técnico editorial, cineasta, guionista de cómic y novelista español (Vich, abril de 1931-La Floresta, 25 de mayo de 2013).

## Biografía
Durante los años sesenta, Jordi Bayona participó en los grupos teatrales La Piriponda y El Camaleó.
A partir de 1963, trabajó en Bruguera, ejerciendo de director, redactor y traductor, siendo el responsable del lanzamiento de "Gran Pulgarcito" (1969).
En 1983 dejó Bruguera para trabajar en el cine y la literatura.
Falleció en 2013, con 82 años.

## Obra
Historietística
| Años | Título                         | Dibujante          | Tipo             | Publicación             |
| ---- | ------------------------------ | ------------------ | ---------------- | ----------------------- |
| 1960 | El Capitán Trueno              | VV. AA.            | Serie            | El Capitán Trueno Extra |
| 1968 | Mike Palmer, detective privado | Julio Vivas        | Serie con Perich | Bravo                   |
| 1979 | Jimmy Bananas                  | Vicente Torregrosa | Serie            | El DDT                  |

Cinematográfica
| Años | Título          | Labor     |
| ---- | --------------- | --------- |
| 1975 | Cascar el huevo | Dirección |
| 1981 | Puta pela       | Dirección |
| 1986 | Interceptor     | Guion     |
| 1987 | Material urbano | Dirección |

Literaria
| Años | Título                 | Publicación   |
| ---- | ---------------------- | ------------- |
| 2003 | La noia de la tricolor | Pagès Editors |